# صدف‌های لانه‌زنبوری
صدف‌های لانه‌زنبوری (نام علمی: Hyotissa) نام یک سرده از تیره لانه‌زنبوری‌صدفان است.